# Reações ao incêndio na boate Kiss

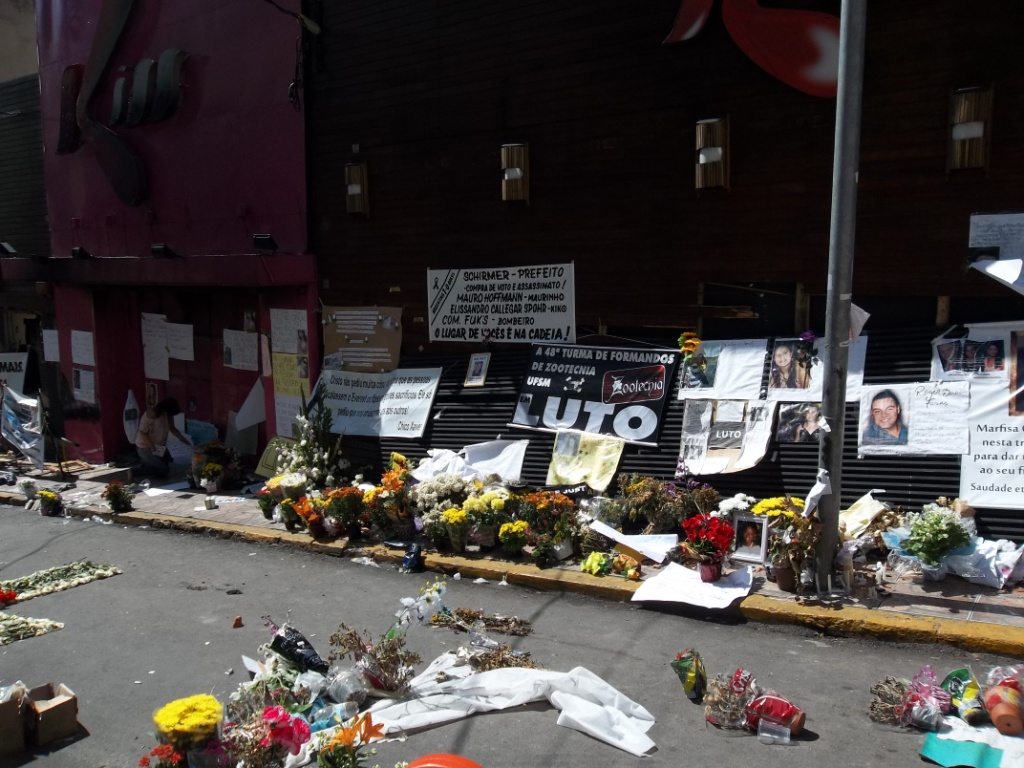
Fachada da boate tomada por homenagens e protestos uma semana após o incêndio.

Este artigo mostra as reações desencadeadas pelo incêndio na boate Kiss, ocorrido em 27 de janeiro de 2013. As repercussões incluiram reações de autoridades brasileiras, internacionais e religiosas, além de até mesmo vários artistas.

## No Brasil
- O prefeito de Santa Maria, Cezar Schirmer, decretou luto oficial por 30 dias.[1] Foi a primeira vez que luto tão extenso foi decretado na cidade.[2]
- O governador do Estado do Rio Grande do Sul, Tarso Genro, lamentou a tragédia e anunciou em sua conta no Twitter que viajaria a Santa Maria ainda pela manhã.[3]
- A presidente Dilma Rousseff, que se encontrava em Santiago, no Chile, para participar da cúpula dos países da América Latina com a União Europeia, cancelou sua agenda no evento para viajar a Santa Maria, a fim de acompanhar o resgate das vítimas do incêndio. Dilma proferiu um breve comunicado à imprensa e, emocionada, ofereceu ajuda federal à prefeitura e ao Estado.[4][5] Após isso, a presidente decretou luto oficial de três dias no país.[6]
- O ministro da Justiça, José Eduardo Cardozo, ofereceu a Força Nacional de Segurança Pública para ajudar nos trabalhos e colocou à disposição um grupo de peritos e papiloscopistas do Departamento de Polícia Federal para auxilixar na identificação das vítimas e na investigação das causas do acidente.[7]
- A ministra dos Direitos Humanos, Maria do Rosário, foi a primeira autoridade do governo federal a chegar a Santa Maria e classificou a tragédia como uma "situação terrível de desespero e dor".[8]
- A ministra da Cultura, Marta Suplicy, enviou nota lamentando as mortes em Santa Maria. "Nesta terrível tragédia quero manifestar meu pesar, tristeza e solidariedade ao povo de Santa Maria, em especial aos familiares, amigos e toda juventude do Rio Grande do Sul", disse.[9]
- A rodada do Campeonato Gaúcho de Futebol daquele domingo foi suspensa, e os clubes publicaram notas de pesar e apoio aos parentes das vítimas da tragédia.[10]
- O ministro do Esporte, Aldo Rebelo, afirmou, minutos antes da partida entre Fortaleza e Sport, que iria marcar a reabertura do Castelão, que: "O Brasil todo está triste com o que acoteceu aos jovens no Rio Grande do Sul. Este não é um momento para festas (se referindo ao cancelamento da celebração dos 500 dias para o início da Copa do Mundo de 2014)".[11]
- O prefeito de Maceió, Rui Palmeira, expressa condolências e pesar aos familiares e amigos dos jovens que morreram no incêndio.[12]
- O prefeito de São Paulo, Fernando Haddad, divulgou uma nota de pesar sobre as mortes: "Como ex-ministro da Educação, professor, pai e brasileiro, manifesto meu profundo pesar à tragédia na boate de Santa Maria, onde ocorria uma festa de alunos universitários. Meus sentimentos aos familiares de todas as vítimas".[13]
- A Igreja Católica no Brasil, em vários locais também se pronunciou:[14]
  - A Conferência Nacional dos Bispos do Brasil , por meio de seu presidente, Dom Raymundo Damasceno Assis, se une ao arcebispo de Santa Maria, Dom Hélio Adelar Rupert, para manifestar solidariedade às famílias das vítimas. "Como Igreja de Santa Maria, lastimamos este acidente e manifestamos a nossa solidariedade às famílias e a toda a sociedade. Não se perca a esperança: olhemos para Jesus Cristo, fonte da vida, o nosso Salvador. Oramos pelos falecidos e seus familiares e toda a sociedade que sofre esta tragédia", afirmou.
  - O Arcebispo do Rio de Janeiro, Dom Orani João Tempesta, também enviou mensagem a Dom Hélio, recordando que os jovens cariocas realizaram uma vigília na Catedral em que rezaram pelos falecidos, familiares e amigos das vítimas. "Nossos corações estão abalados com essa grande tragédia (...) que ceifou a vida de inúmeros jovens dessa cidade, em especial, dos estudantes da Universidade Federal de Santa Maria".
  - Já o Bispo auxiliar de Porto Alegre, Dom Jaime Spengler, destinou mensagem aos familiares dos jovens falecidos. "Somos atingidos por sentimentos de dor e tristeza. Dor pela vida de tantos jovens; tristeza pelas famílias e amigos destes jovens. Por quê? Resta-nos neste instante o silêncio respeitoso; e, sobretudo, a prece solidária".
  - O Cardeal Arcebispo de São Paulo, Dom Odilo Scherer, emitiu uma "Nota de pesar e solidariedade", recomendando a todos os padres da arquidiocese que rezassem missas em intenção das almas das vítimas do incêndio, pelos feridos e por seus familiares. "(...) Em nome da Arquidiocese de São Paulo, apresento as mais sinceras condolências aos familiares e parentes das vítimas dessa dolorosa tragédia. Elevo orações a Deus pelos jovens que perderam tão prematuramente suas vidas, por aqueles que ficaram feridos e por seus familiares, que vivem este momento com profunda dor e consternação. Rogo a Deus que os conforte! Peço também a todos os padres da Arquidiocese de São Paulo que celebrem santas missas nessas mesmas intenções."[15]

### Nos estados do país
- Amapá: o governador Camilo Capiberibe encaminhou Carta Oficial de Condolências em nome do povo do Amapá ao governador gaúcho. Devido à tragédia, Camilo Capiberibe se reuniu com o comando do Corpo de Bombeiros para determinar que, em conjunto com todas as prefeituras, seja reforçada a fiscalização nos estabelecimentos que recebem grande número de pessoas no Estado. "Que a dura lição desta tragédia seja impedir que tamanha infelicidade e dor se repitam em nosso país", escreveu o governador nas redes sociais, comentando que ficou chocado e lamentou pelas famílias das vítimas.[16]
- Ceará: O prefeito de Fortaleza, Roberto Cláudio conjunto do governador do Ceará, Cid Gomes, ofereceu ao ministro da Saúde, Alexandre Padilha a unidade de queimados do Instituto Dr. José Frota para tratar das vitimas da tragédia. Roberto disse que: "a unidade é referência no país e muitos pacientes estão internados em condições precárias em hospitais do Rio Grande do Sul".[17][18]
- Mato Grosso: O governador Silval Barbosa lamentou as mortes e externou suas condolências às famílias. "Uma fatalidade que nos deixa muito tristes. Eram jovens, com toda uma vida pela frente. Ficam aqui os meus sinceros sentimentos a todas as famílias, e que Deus os conforte neste momento tão difícil", - disse ele.[19]
- Paraná: O governador Beto Richa cedeu, na tarde de domingo (27), um helicóptero juntamente com uma equipe médica, para transportar vítimas do incêndio para Porto Alegre.[20] Mais tarde, o Governo do Estado do Paraná enviou um avião modelo Caravan para apoiar o transporte de pacientes que precisassem de remoção para centros médicos especializados em queimaduras e atendimento de urgência e emergência.[21] Richa também usou sua conta no microblog Twitter para prestar condolências às vítimas da tragédia:

| “ | Este é um dos dias mais tristes da história do nosso país. O Paraná se solidariza às famílias neste momento de tanta dor. | ” |

- Pernambuco: O Estado decidiu doar todos os seus estoques de pele humana para transplantes nos feridos.[22]
- Rio de Janeiro: O governo carioca colocou a Força Estadual de Saúde e o Hospital de Campanha do Estado à disposição do governo do Rio Grande do Sul.[23][9]
- Rondônia: O governador Confúcio Moura divulgou a seguinte nota de pesar: Hoje é dia de muita tristeza para nós brasileiros por conta da tragédia ocorrida em Santa Maria. Rondônia tem muito do Rio Grande do Sul. Afinal, migrantes gaúchos ajudaram a criar e a desenvolver nosso Estado. Somos irmãos e, portanto, a dor deste dia é forte e sentida por todos os rondonienses. O Governo do Estado de Rondônia manifesta seu profundo pesar e se solidariza com os familiares e amigos das vítimas. Recebam nosso abraço fraternal e nossas orações.[24] A Universidade Federal de Rondônia também divulgou nota oficial de solidariedade e lamentação da tragédia ocorrida.[25]
- Santa Catarina: O governo catarinense se comprometeu a prestar apoio ao Rio Grande do Sul. O governador Raimundo Colombo anunciou que está preparado para enviar profissionais das áreas da saúde e da segurança pública para auxiliar no atendimento às vítimas, caso receba pedido do governo gaúcho. O governador Tarso Genro conversou por telefone com Colombo e recebeu as condolências e solidariedade do Estado vizinho. Além disso, em nota oficial, colocou a estrutura à disposição "da comunidade que sempre auxiliou Santa Catarina nos momentos de tragédia".[26]
- São Paulo: O governador Geraldo Alckmin divulgou a seguinte nota de pesar: "Foi com tristeza que recebi a notícia da tragédia ocorrida em Santa Maria, no Rio Grande do Sul. Transmiti ao governador Tarso Genro nossa solidariedade, e colocamos o Governo de São Paulo à disposição do que for necessário. Nossos pensamentos e nossas orações às famílias e aos amigos das vítimas".[27] O Hospital das Clínicas de São Paulo enviou 95% do estoque de seu banco de pele humana (cerca de 7 mil centímetros quadrados) para atendimento das vítimas do incêndio, e o Hospital Israelita Albert Einstein enviou 850 quilos de insumos hospitalares para auxiliar no atendimento aos internados.[28][29]

## Internacionais
- África do Sul: O presidente Jacob Zuma enviou condolências à presidente Dilma Rouseff e ao povo brasileiro pelas mortes. "Nossos corações estão com as famílias das vítimas e com os seres queridos que perderam a vida", acrescentou o chefe do Estado sul-africano, que afirmou se sentir "profundamente triste" e desejou uma "rápida recuperação" aos feridos.[23]
- Alemanha: A chanceler alemã Angela Merkel, que também participava do encontro no Chile, ofereceu suas condolências pessoalmente a Rousseff. O Ministro das Relações Exteriores, Guido Westerwelle, também se expressou. "Estou profundamente triste com este terrível acidente e aos brasileiros quero expressar o meu mais profundo pesar", disse ele, de acordo com o Ministério das Relações Exteriores.[30][31][32]
- Angola O presidente de Angola, José Eduardo dos Santos, enviou uma mensagem à presidente do Brasil, na qual transmite sua solidariedade e apoio moral às famílias enlutadas.[33]
- Argentina: O país vai enviar com urgência um estoque de pele ao Brasil para ajudar as vítimas do incêndio. O envio corresponde a um pedido de ajuda recebida por Carlos Soratti, titular do Instituto Central Único de Ablação e Implante (INCUCAI), feito pela coordenadora de transplantes do Rio Grande do Sul, Rosana Reis Nothen. "Apesar de a pele não ser necessária num primeiro momento da intervenção médica, vamos dispor da logística para enviá-la o mais rápido possível", afirmou Soratti. "Vamos colocar à disposição de nossos colegas brasileiros a quantidade de pele que pudermos, de acordo com os estoques em nosso banco de pele do Hospital Garrahan", explicou ainda Gabriel Yedlin, secretário de Políticas, Regulação e Institutos do ministério da Saúde. Além de pedir ajudar de estoques de pele à Argentina, o Brasil também fez o pedido ao Uruguai e ao Peru.[34][35]
- Armênia: A Armênia, por meio de seu presidente, Serj Sargsyan, enviou um telegrama de condolências à presidente Dilma Rousseff expressando seu pesar aos familiares e ao "povo amigo do Brasil" desejando-lhes "perseverança e resistência".[36]
- Austrália: A primeira-ministra da Austrália, Julia Gillard, expressou suas condolências à presidente Dilma Rousseff para solidarizar-se com "o povo brasileiro e especialmente com as famílias que perderam seus entes queridos", indicou uma porta-voz do governo australiano. Além disso, "a primeira-ministra disse que os australianos esperam que as pessoas feridas nesse terrível incêndio possam se recuperar", acrescentou.[37]
- Azerbaijão: O Azerbaijão enviou uma carta de pesar na qual o presidente, Ilham Aliyev, expressa o desejo da "rápida recuperação dos feridos".[38]
- Bielorrússia: O presidente da Bielorrússia, Alexander Lukashenko, emitiu uma nota de pesar no qual expressa suas condolências à presidente Dilma Rousseff e ao povo do Brasil.[39]
- Bolívia: O presidente Evo Morales também expressou os "mais sinceros sentimentos de solidariedade, pesar e dor com a presidente e com o povo brasileiro, diante dos momentos dolorosos que vivem".[40]
- Bulgária: O presidente búlgaro, Rosen Plevneliev, enviou uma nota de condolências a Dilma Rousseff.[41]
- Cabo Verde: O presidente de Cabo Verde enviou uma mensagem de solidariedade e consternação a Dilma, pelo incêndio. "O presidente (de Cabo Verde) manifesta, em seu nome e no de todos os cabo-verdianos, solidariedade à sua homóloga Dilma Roussef, ao povo brasileiro e a todos os que perderam os seus entes queridos", diz a nota.[42]
- Canadá: O ministro de Comércio Internacional do Canadá, John Baird, e a ministra de Estado das Relações Exteriores, Diane Ablonczy, expressaram, em nota, "profunda tristeza pelas famílias e amigos dos mortos e feridos. Estamos com nossos amigos brasileiros neste momento difícil".[40]
- Cazaquistão: O presidente do Cazaquistão, Nursultan Nazarbayev, enviou um telegrama para o governo brasileiro no qual expressa seu profundo pesar e também do povo cazaque, no qual acredita que "nesses dias tristes o povo brasileiro vai suportar corajosamente e fortemente todas as dificuldades".[43]
- Chile: O Chile enviou suas condolências ao Brasil pelo incêndio, informou o ministro das Relações Exteriores, Alfredo Moreno: "Creio que isso não apenas enluta esse lugar, como a todos os nossos países."[44][30] Sebastián Piñera, presidente do Chile, encerrou a Cúpula da Comunidade de Estados Latino-Americanos e Caribenhos e a União Europeia, que se realizava na data, prestando condolências ao Brasil e pedindo a todos os chefes de Estado e de governo presentes que fizessem 1 minuto de silêncio em homenagem às vítimas.[45][46]
- China: O governo chinês declarou "pesar" pelas vítimas. "Sentimos profunda dor pelo grande número de vítimas causado pelo incêndio e manifestamos o nosso sentido pesar", disse o porta-voz do Ministério dos Negócios Estrangeiros da China, Hong Lei.[47]
- Colômbia: A Colômbia, por meio de seu Ministério de Relações Exteriores, expressou as suas condolências ao povo brasileiro, para as perdas humanas que deixaram o trágico incêndio. Foi enviada "uma mensagem de solidariedade às famílias das vítimas, expressando seus sinceros votos para a rápida recuperação dos feridos neste incidente infeliz".[48]
- Curaçau: O primeiro-ministro de Curaçao, Daniel Hodge, enviou carta à presidente e ao povo brasileiro dizendo: "Em nome do Governo e do povo de Curaçao, eu gostaria de estender minhas profundas condolências e simpatia sincera ao Governo e ao povo do Brasil, em relação ao evento catastrófico que ocorreu em Santa Maria no final de semana. Nossos pensamentos e orações vão para as famílias das vítimas. Que Deus conceda a eles a força para suportar esta tremenda perda."[49]
- El Salvador: O presidente salvadorenho, Mauricio Funes, manifestou em comunicado sua mensagem de solidariedade e condolências. "Em nome meu, da minha esposa Vanda, do governo e povo de El Salvador, faço chegar nossas mais sentidas condolências pela tragédia que enluta a cidade de Santa Maria e todo o Brasil".[35]
- Eslovênia: O ministro das relações exteriores esloveno, Karl Erjavec enviou condolências ao seu colega brasileiro, Antonio Patriota, ao povo de Santa Maria e às famílias e amigos das vítimas do trágico incêndio.[50]
- Espanha: Em comunicado, o governo espanhol expressou seu "mais profundo pesar" ao povo brasileiro por "esta enorme tragédia e a dor imensa que provocou".[35]
- Estados Unidos: A embaixada dos Estados Unidos no Brasil afirmou: "expressar condolências para as vítimas e familiares do incêndio trágico na boate em Santa Maria".[51]
- Estónia: O ministro das relações exteriores, Urmas Paet, expressou condolências ao ministro brasileiro. "Eu transmito minhas profundas condolências aos entes queridos daqueles que morreram nesta tragédia, e a todos os afetados por este incidente devastador", disse ele em sua carta.[52]
- Fiji: O primeiro-ministro de Fiji, Voreqe Bainimarama enviou uma carta de condolências a Dilma Rousseff, dizendo: "Em nome do governo e do povo de Fiji, eu expresso minhas profundas condolências sobre o trágico incêndio que ocorreu na casa noturna em Santa Maria na madrugada de domingo que custou mais de 230 vidas inocentes jovens", disse Bainimarama. "É com grande tristeza que vos envio esta mensagem como o Ano Novo está apenas começando e muitos destes jovens vítimas provavelmente foram só de olhar para a frente para mais um ano de estudos e desenvolvimento pessoal e outras atividades planejadas." A nota, emitida pelo Ministério das Relações Exteriores de Fiji e pela embaixada de Fiji, em Brasília, Bainimarama reafirmou o compromisso de Fiji e apoio ao governo e ao povo do Brasil: "Transmitimos nossos votos de uma rápida recuperação para aqueles que foram feridos, e meu governo está pronto para que você e seu povo tenham toda a assistência que venha a ser necessária", Bainimarama completou: "Senhora Presidente, neste momento difícil, os nossos pensamentos sobre aqueles que faleceram pesam em nossos corações em Fiji e nossas mais profundas condolências e orações estão com as famílias das vítimas e todo o povo brasileiro."[53]
- França: Em nota através de seu site do Ministério de Relações Exteriores, o governo francês expressou sua solidariedade: "Ficamos extremamente chocados ao saber do incêndio. Nestas circunstâncias trágicas que mergulharam o Brasil em luto, a França gostaria de estender as suas condolências às famílias das vítimas e expressar a sua solidariedade com as autoridades e o povo brasileiro.[54]
- Gana: O presidente ganês, John Dramani Mahama, endereçou uma mensagem à presidente Dilma Rousseff lamentando a tragédia: "É uma séria tragédia para uma nação perder tantos de seus cidadãos, especialmente os jovens e estudantes universitários, que pode afetar seus recursos humanos".[55]
- Grécia: O ministro das Relações Exteriores, Dimitris Kourkoulas, transmitiu ao colega brasileiro Antonio Patriota as condolências do governo  e do povo grego na trágica perda de vidas no incêndio.[56]
- Honduras: O Governo de Honduras expressou "as mais sentidas condolências" à população brasileira. "O povo hondurenho lamenta profundamente o trágico acontecimento e transmite sua solidariedade, e que Deus dê consolo e fortaleza às famílias das vítimas e ao povo brasileiro", declarou o Ministério das Relações Exteriores em mensagem em nome do Governo de Porfirio Lobo.[57]
- Irlanda: O vice-primeiro-ministro e Ministro das Relações Exteriores e Comércio da Irlanda, Eamon Gilmore, que se encontrava no Chile para a Cúpula América Latina, Caribe e União Europeia, expressou seu profundo pesar à presidente, governo e povo do Brasil dirigindo-se à cúpula: "Em nome do governo e povo da Irlanda, eu ofereço nossas mais sinceras condolências e simpatia ao governo e povo do Brasil, especialmente ao povo de Santa Maria e às famílias daqueles que tão tragicamente perderam seus entes queridos. Todos nossos pensamentos estão com eles neste mais difícil e angustiante momento".[58]
- Israel: O primeiro-ministro de Israel, Benjamin Netanyahu, prestou condolências ao povo brasileiro. Em carta endereçada à presidente, Netanyahu deseja rápida recuperação aos feridos e coloca Israel à disposição para ajudar no que for necessário. "Nossos pensamentos e orações estão com as famílias das vítimas e todo o povo brasileiro neste momento tão difícil", disse, em nota.[59]
- Jamaica: Além de enviar sua solidariedade ao Brasil, o governo jamaicano afirmou que fará "outra varredura de toda a indústria do entretenimento para garantir que eles estão cumprindo as diretrizes básicas da lei de prevenção a incêndios, devido a este incêndio" ocorrido em Santa Maria, disse o chefe da inspeção de combate a incêndios do país.[60]
- Letônia: O presidente da Letônia, Andris Bērziņš, transmitiu seu pesar à presidente Dilma Rousseff expressando que a "Letônia está junto com os parentes destes que pereceram e com toda a nação brasileira". O presidente letão disse ainda que espera "que aqueles que sofreram neste trágico incêndio possam logo se recuperarem".[61]
- Lituânia: A presidente da Lituânia, Dalia Grybauskaitė, emitiu uma mensagem de condolências à presidente Dilma Rousseff na qual enfatiza que "nesta hora de imenso pesar" e deseja "força e coragem para as famílias das vítimas e todo o povo do Brasil".[62]
- Marrocos: O rei do Marrocos, Mohammed VI, enviou uma mensagem condolência e solidariedade à presidente Dilma Rousseff, às famílias das vítimas e ao povo brasileiro. O monarca marroquino também desejou uma "rápida recuperação para aqueles que ficaram feridos no incêndio".[63]
- México: O governo mexicano expressou suas condolências ao Brasil através de um comunicado: "O Governo do México, através do Ministério das Relações Exteriores, expressa as suas condolências ao Governo e ao povo do Brasil, e especialmente para as famílias das vítimas do infeliz incêndio que ocorreu na cidade de Santa Maria, Estado do Rio Grande do Sul".[30][64]
- Noruega: A Noruega emitiu uma carta de condolências, por meio de seu rei Haroldo V à presidente Dilma Rousseff, na qual expressa sua compaixão e condolência à presidente brasileira, às famílias afetadas pela tragédia e ao povo do Brasil.[65]
- Países Baixos: Na sequência do incêndio, o ministro holandês dos Negócios Estrangeiros, Frans Timmermans ofereceu suas mais profundas condolências a Antonio Patriota e entes queridos das vítimas. Os ministros conversaram à margem da Reunião América Latina-União Europeia, no Chile.[66]
- Palestina: O presidente da Palestina, Mahmoud Abbas, enviou à presidente Dilma Rousseff uma carta de pesar: “Em nome do Estado da Palestina, de seu povo e, pessoalmente, em meu nome, apresento as mais sentidas condolências e o mais sincero pesar pelas vítimas do trágico e doloroso acidente que ocorreu na cidade de Santa Maria/RS e que teve por desfecho a morte de dezenas de brasileiros". Abbas manifestou “irrestrita solidariedade” a Dilma, “ao povo brasileiro amigo”, ao governo “e às famílias enlutadas, rogando a Deus, o todo poderoso, que cubra as vítimas com sua infinita misericórdia, e que dê aos feridos a rápida recuperação”.[67]
- Panamá: O Ministério das Relações Exteriores do Panamá expressou em um comunicado "suas condolências ao Governo e ao povo do Brasil para as 233 pessoas mortas". O comunicado completa: "A República do Panamá, através do Ministério dos Negócios Estrangeiros estende o seu apoio neste momento de grande tristeza para as famílias dos desaparecidos fisicamente". O Governo do Panamá diz que "lamenta profundamente este momento difícil em luto consternação e dor para todo o povo brasileiro".[68][69]
- Paraguai: A Chancelaria do Paraguai enviou suas condolências, expressando pesar pela tragédia que custou a vida dos 231 jovens, entre eles um estudante paraguaio, e agradeceu ao governo brasileiro pela repatriação imediata dos restos do jovem. O paraguaio Guido Ramón Brítez Burró, de 21 anos, estudava na Universidade Federal de Santa Maria e estava entre as vítimas na boate. Seu corpo foi levado a Assunção e o velório realizado no Salão Memorial de Mariscal López. Em nota, "o Ministério das Relações Exteriores da República do Paraguai manifesta à população da República Federativa do Brasil o profundo pesar diante do trágico acontecimento que custou a vida de 231 jovens", informou o comunicado. O governo enviou suas condolências e solidariedade aos familiares das vítimas.[70]
- Portugal: O presidente português, Aníbal Cavaco Silva, enviou condolências à chefe de Estado brasileiro, Dilma Rousseff. "Nesta hora de grande pesar, quero transmitir a vossa excelência, às famílias das vítimas e ao povo brasileiro, em nome do povo português e no meu próprio, os sentimentos do nosso mais profundo pesar e sentida solidariedade", disse o chefe de Estado.[71]
- Reino Unido: O ministro britânico de Relações Exteriores, Hugo Swire, afirmou estar "profundamente triste com a notícia do trágico acidente em Santa Maria" e que oferecia "seus pensamentos e sinceras condolências às famílias que perderam seus entes queridos, e o desejo de rápida recuperação para as centenas de vítimas que estão sendo tratadas nos hospitais".[32]
- República Dominicana: O presidente Danilo Medina enviou suas condolências pelo incêndio 'catastrófico'. Em carta dirigida a Dilma, o chefe de Estado dominicano se solidarizou com os parentes dos falecidos e feridos no acidente. "Ao lamentar a ocorrência desta tragédia, a maior deste gênero registrada no sul de seu país, nos unimos a todo o povo brasileiro e, especialmente, aos familiares das vítimas, para expressar-lhes nossa solidariedade nestes momentos de tanta dor e tristeza", expressou Medina, que também manifestou seu desejo que Deus abençoe abundantemente a governante e o povo brasileiro 'e encha seus corações de paz e consolo', segundo um comunicado da presidência dominicana.[72]
- Rússia: O Presidente da Rússia, Vladimir Putin, expressou suas condolências à Presidente do Brasil, Dilma Rousseff. O líder russo ressaltou que é particularmente trágico que a maioria das vítimas foi de jovens. Ele transmitiu palavras de solidariedade e apoio a todos aqueles que perderam seus entes queridos e desejou uma rápida recuperação aos feridos.[73][74]
- Singapura: O primeiro-ministro de Singapura, Lee Hsien Loong, manifestou seu pesar ao povo brasileiro e à presidente Dilma Rousseff por meio de uma carta de condolências, na qual confia à liderança da presidente a "recuperação do Brasil desta tragédia". Afirmou ainda que seus "pensamentos estão com as vítimas e as famílias neste período difícil".[75]
- Sri Lanka: O presidente Mahinda Rajapaksa enviou uma mensagem de condolências à presidente Dilma Rousseff, dizendo: "Eu também estava profundamente angustiado ao saber que a maior parte das vítimas eram jovens estudantes de Universidade Federal do Brasil ". "O Governo e o povo do Sri Lanka se juntam a mim em transmitir nossas sinceras condolências e profunda às famílias enlutadas e orações aos que foram gravemente feridos neste desastre", disse o presidente Rajapaksa.[76]
- Trinidad e Tobago: O Ministro das Relações Exteriores, Winston Dookeran, estendeu suas condolências ao governo e povo do Brasil sobre o trágico incidente. Dookeram disse que "pessoalmente transmitiu seus sentimentos e do governo a Antonio Patriota.[77]
- Turquemenistão: O presidente Gurbanguly Berdimuhamedov expressou condolências a Dilma Rousseff sobre os mortos e feridos. O chefe de estado turcomeno expressou palavras de empatia e encorajamento às famílias e parentes dos mortos e feridos e os desejos de uma rápida recuperação a todos que foram feridos.[78]
- Ucrânia: O presidente Viktor Yanukovych expressou condolências a Dilma Rousseff. "Junto com amigos brasileiros, compartilhamos a dor dos que perderam seus amigos e parentes", disse o Chefe de Estado. Em nome do povo ucraniano, Viktor Yanukovych transmitiu palavras de apoio e condolências às famílias dos mortos e desejou uma rápida recuperação aos feridos.[79]
- Uruguai: O governo uruguaio enviou uma mensagem de apoio ao governo brasileiro e ofereceu sua ajuda às vítimas. Em comunicado do Ministério das Relações Exteriores, a Administração do presidente José Mujica expressou seu "profundo pesar" ao governo de Dilma Rousseff e "ao povo irmão do Brasil" pelo "trágico incêndio". Além disso, as autoridades uruguaias enviaram "suas mais sinceras condolências" aos familiares das vítimas. O ministro uruguaio de Saúde Pública, Jorge Venegas, disse que se comunicou com o ministro da Saúde do Brasil, Alexandre Padilha, para oferecer "toda a ajuda possível" para as vítimas do incêndio. Em circunstâncias como o acidente "sempre se necessita apoio técnico e científico, e tecidos ou órgãos para as vítimas", lembrou Venegas, médico de profissão, em declaração à imprensa local. As autoridades do Ministério da Saúde Pública decidiram que o Instituto Nacional de Doação e Transplante de Células, Tecidos e Órgãos fará um estudo de suas disponibilidades atuais para poder colaborar com as vítimas.[80]
- Vaticano: A Secretaria de Estado do Vaticano divulgou o telegrama enviado pelo Papa Bento XVI ao Arcebispo de Santa Maria, Dom Hélio Adelar Rubert, expressando seu pesar pela tragédia. "Consternado pela trágica morte de centenas de jovens em um incêndio em Santa Maria, o Sumo Pontíficie pede a Vossa Excelência que transmita às famílias das vítimas suas condolências e sua participação na dor de todos os enlutados. Ao mesmo tempo em que confia a Deus Pai de misericórdia os falecidos, o Santo padre pede ao céu o conforto e restabelecimento para os feridos, coragem e a consolação da esperança cristã para todos atingidos pela tragédia e envia, a quantos estão em sofrimento e ao mesmo procuram remediá-lo, uma propiciadora bênção apostólica".[81][82]
- Vietnã: O presidente do Vietnã, Truong Tan Sang, enviou suas condolências à presidente Dilma Rousseff.[83]

## Órgãos internacionais
- Conferência Ibero-Americana:  O secretário-geral ibero-americano, Enrique Valentín Iglesias García
, enviou uma mensagem de condolências à presidente Dilma Roussef. "A família ibero-americana, que está profundamente consternada e abatida pela dor provocada por esta enorme tragédia, se solidariza com o sofrimento do povo brasileiro e expressa seu desejo de uma pronta recuperação de todos os afetados", disse ele.[84]
- Comitê Olímpico Internacional: O Comitê Organizador  das Olimpíadas de 2016 expressou sua "solidariedade às famílias e amigos das vítimas desta tragédia", acrescentando que "deseja uma rápida recuperação para os feridos".[85]
- FIFA: Organizadores brasileiros e da FIFA cancelaram um evento para comemorar os 500 dias do início da Copa do Mundo de 2014. O lançamento do cartaz oficial da Copa do Mundo também estava agendado para o dia 28, mas foi adiado, sendo apresentado no dia 30, após uma reunião do comitê organizador local no Rio de Janeiro. Os organizadores disseram que se sentiram "muito tristes pelo que aconteceu", e expressam "sua solidariedade às famílias das vítimas".[85][86][11]
- OEA: O Secretário-Geral da Organização dos Estados Americanos, José Miguel Insulza, enviou suas "sinceras condolências e profundo afeto" em seu nome e da organização para o governo e o povo brasileiros. Em uma carta ao presidente Dilma Rousseff, o líder escreveu que "não é fácil transmitir um sentimento que traz consolo em face de um evento tão dramático como a que o país vive hoje, mas eu gostaria para enviar-lhe a força da nossa solidariedade ", para ajudar a "manter a coragem que temos visto, como acompanhar as famílias que perderam entes queridos". A carta conclui reiterando a "total disponibilidade" da organização "para cooperar com qualquer esforço que o governo considere adequado."[87]
- ONU: O Secretário-Geral da Organização das Nações Unidas, Ban Ki-moon, enviou condolências às famílias e amigos das vítimas do incêndio. Segundo o porta-voz da entidade, "o Secretário-Geral expressa suas condolências às famílias e amigos daqueles cujas vidas foram perdidas, bem como ao governo e ao povo brasileiro, neste momento de luto nacional".[88]

## Personalidades
- O vocalista do Guns N' Roses, Axl Rose, também lamentou as perdas. "Estou terrivelmente triste pelas famílias e amigos que perderam seus amados no incêndio na boate no Brasil. Estou rezando por aqueles que se feriram", escreveu. Já o ex-Guns N' Roses Duff McKagan também usou o microblog para demonstrar apoio às vítimas. "Santa Maria, Brasil. Eu e minha família gostaríamos de expressar nosso mais profundo apoio aos que sofreram grandes perdas. Nossos pensamentos estão com vocês", publicou o baixista.[89]
- Jared Leto, do 30 Seconds To Mars, tentou escrever em português para enviar suas condolências às vítimas. "Que tragedia que aconteceu no Brazil. Os nossos corracoes hoje estao com a nossa familia Brazileira. Muito amore e paz (sic)", escreveu no Twitter.[89]
- A cantora Lady Gaga publicou no mural de seu Facebook oficial a seguinte mensagem: "Meu coração está com você, Brasil. Envio minhas orações às famílias e amigos que perderam seus entes no incêndio no Brasil. Estou pensando em vocês hoje, durante esta tragédia".[90]
- A cantora Ivete Sangalo também lembrou a tragédia durante participação num show realizado no dia seguinte à tragédia (domingo, 27): "Eu tenho certeza que as nossas energias do dia de hoje vão chegar a essas famílias, dando um pouco de amor e acalentando os corações. Já que estamos no verão, vamos jogar essa energia para cima, para chegar lá para o Rio Grande do Sul, que é Brasil. Estamos unidos nessa dor", disse.[91]
- A cantora Laura Pausini publicou em seu Facebook, onde escreveu em português, a seguinte mensagem: "O povo brasileiro está chorando com esta terrivel tragédia que vitimou muitas vidas. Que Deus conforte todos os familiares nesse momento de tanta tristeza. Eu estou orando. Meus sentimentos aos familiares desses jovens".[92]
- Os jogadores da NBA também se solidarizaram com as vítimas. Em comunicado via Twitter, Kobe Bryant, disse: "Todos, por favor, rezem pelas famílias desta terrível tragédia em Santa Maria. Com coração partido". Pau Gasol também escreu: "Todo meu apoio às famílias das vítimas de Santa Maria. Devastadora a quantidade de vidas que se perderam nesta tragédia terrível". O brasileiro Anderson Varejão também se manifestou. "Tragédia em Santa Maria (RS). Mais de 200 vítimas. Espero que essas famílias possam superar esse momento de dor e tristeza".[93]
- O anouncer do UFC Bruce Buffer postou a seguinte mensagem em seu Twitter: “Meus sentimentos de coração para todas as famílias que tiveram seus entes queridos feridos ou mortos no incêndio em Santa Maria, Brasil. Muito triste”.[94]
- Rubén Aguirre, intérprete do Professor Girafales no seriado Chaves também lamentou a tragédia em seu twitter: "Meu coração está com as famílias das vítimas do incêndio no Brasil, amigos estou com vocês. Assinado: Rubén Aguirre".
- Pelo Twitter vários outros cantores evangélicos, como Fernanda Brum, Cassiane, André Valadão, Eyshila e Fernandinho, também lamentaram a tragédia.[95]
- Outros artistas como Demi Lovato, Britney Spears, Will.i.am, Maria Rita, Bob Burnquist, Felipe Massa, Bruninho e Wanessa também lamentaram a tragédia.[89][96]

## Empresas
- Google: o Google Search brasileiro, abaixo da caixa de pesquisas do site, exibiu uma fita preta em luto, e ao por o cursor do mouse sobre a fita, é lida a mensagem "Estamos em luto com todo o Brasil".[97][98][99][100]
- Casas noturnas em cidades do país fecharam temporariamente em solidariedade.[carece de fontes?]